# Leptanthura geocostarioi
Leptanthura geocostarioi là một loài chân đều trong họ Leptanthuridae. Loài này được Negoescu miêu tả khoa học năm 1991.